# Manos: The Hands of Fate
Pour plus de détails, voir Fiche technique et Distribution.
Manos: The Hands of Fate est un film d'horreur américain écrit, produit et réalisé en 1966 par Harold P. Warren. Il est considéré comme l'un des plus mauvais films américains, notamment par le site web IMDb qui le place dans les 100 pires films de tous les temps depuis plusieurs années consécutives, dans une page spéciale qui est consacrée à ces curiosités. Il a atteint le statut de film culte après sa diffusion au sein de la série télévisée Mystery Science Theater 3000 (MST3K).
Manos, signifiant Mains en espagnol et Hands of Fate, Mains du Destin en anglais, le titre bilingue, que l'on peut traduire en français par Les mains : les mains du Destin, est en lui-même une cocasserie tautologique. 
Ce film à très petit budget, réalisé par une équipe totalement amateur, n'aura qu'un succès mitigé à sa sortie. Pour pallier la faiblesse des moyens, les acteurs interprétèrent de manière outrancière des séquences au caractère aussi baroque qu'incongru. La réussite postérieure de l'opus provint en partie du sentiment erroné d'auto-pastiche.

## Synopsis
Une famille en vacances dans le désert du Texas est capturée par une secte païenne. Ils cherchent à s'enfuir pendant que les membres de la secte devisent de leur sort.

## Fiche technique
- Réalisation : Harold P. Warren
- Producteur : Harold P. Warren
- Scénario : Harold P. Warren
- Bande-son : Russ Huddleston
Robert Smith Jr.
- Photographie : Robert Guidry
- Société de production : Sun City Films
- Société de distribution : Emerson Film Enterprises
- Date de sortie : 15 novembre 1966
- Durée : 70 minutes
- Pays : États-Unis
- Budget : 19 000 $

## Distribution
- Harold P. Warren : Michael
- Diane Mahree : Margaret
- Jackey Neyman : Debbie
- John Reynolds : Torgo
- Tom Neyman : Le Maître
- Stephanie Nielson, Sherry Proctor, Robin Redd, Jay Hall, Bettie Burns et Lelaine Hansard : Les femmes du Maître
- Bernie Rosenblum : Adolescent
- Joyce Molleur : Adolescente
- William Bryan Jennings et George Cavender : Les Flics
- Pat Coburn : La fille en cabriolet

## Production
Le film est également connu pour ses conditions de tournage catastrophiques et les incidents survenus durant celui-ci :
- Pour tourner, Harold Warren ne disposait que d'une caméra à ressort pouvant filmer maximum 30 secondes en une fois. Cette dernière ne pouvant pas enregistrer du son, toutes les répliques ont été post-synchronisées ;
- Sur l'un des plans, on peut apercevoir brièvement un clap ;
- Le plan-séquence où le paysage défile devait contenir le générique, mais ce dernier est inexplicablement absent. Selon certaines rumeurs, le réalisateur aurait oublié de signaler au laboratoire qu'il voulait mettre le générique à ce moment-là ;
- L'actrice Joyce Molleur s'est cassé une jambe et a donc été incapable de jouer son rôle initial, c'est pourquoi ses apparitions se limitent à des scènes où elle embrasse langoureusement son compagnon dans une voiture ;
- Le film a coûté moins de 19 000 $, la plupart des revenus émanaient des acteurs qui avaient payé pour jouer dans le film ;
- La scène où on voit le serpent est un stock-shot d'un documentaire sur les animaux réalisé par Disney ;
- John Reynolds devait porter des prothèses pour que ses jambes aient la forme de celle d'un bouc. Une légende urbaine veut que ces prothèses aient été portées à l'envers par l'acteur, causant des dommages irréversibles et des douleurs intenses à l'acteur, expliquant ainsi son suicide seulement quelques mois après le tournage. Cette rumeur a été infirmée par Jackey Neyman : les prothèses avaient été conçues par John Reynolds et Tom Neyman, qui savaient donc comment les porter[1]. Il est par contre intéressant de noter que John Reynolds devait porter ces prothèses (ainsi que des sabots en principe, même si on le voit le plus souvent en bottes) car son personnage était censé être un satyre... détail de l'histoire que le film ne mentionnera jamais.
- D'après la même source, il est confirmé que John Reynolds était bien sous LSD lors du tournage du film. Ce qui explique son regard un peu fou et son jeu d'acteur.
- La première du film a tourné à l'émeute, obligeant l'équipe du film à quitter la salle pour ne pas se faire lyncher[2] ;